# Anastasios Sidiropoulos
Anastasios Sidiropoulos (Grieks: Αναστάσιος Σιδηρόπουλος) (Dodekanesos, 9 augustus 1979) is een Grieks voetbalscheidsrechter. Hij is in dienst van FIFA en UEFA sinds 2011. Ook leidt hij sinds 2009 wedstrijden in de Super League.
Op 27 september 2009 leidde Sidiropoulos zijn eerste wedstrijd in de Griekse nationale competitie. Tijdens het duel tussen Ergotelis en Panthrakikos (4–0 voor Ergotelis) trok de leidsman zesmaal de gele kaart. In Europees verband debuteerde hij tijdens een wedstrijd tussen Željezničar en Sheriff Tiraspol in de voorronde van de UEFA Europa League; het eindigde in 1–0 voor Željezničar en Sidiropoulos gaf zes gele kaarten. Zijn eerste interland floot hij op 12 oktober 2012, toen Faeröer met 1–2 verloor van Zweden. Tijdens dit duel gaf Sidiropoulos vier gele kaarten.
Sidiropoulos was een van de arbiters tijdens het EK –21 in 2015.

## Interlands
| Datum             | Plaats                 | Wedstrijd                       | Uitslag | Competitie             | Kreeg geel | Kreeg voor de tweede keer geel en dus rood | Weggestuurd |
| ----------------- | ---------------------- | ------------------------------- | ------- | ---------------------- | ---------- | ------------------------------------------ | ----------- |
| 12 oktober 2012   | Tórshavn, Faeröer      | Faeröer – Zweden                | 1 – 2   | WK 2014 kwalificatie   | 4          | 0                                          | 0           |
| 6 september 2013  | Attard, Malta          | Malta – Denemarken              | 1 – 2   | WK 2014 kwalificatie   | 4          | 0                                          | 0           |
| 8 september 2014  | Valencia, Spanje       | Spanje – Macedonië              | 5 – 1   | EK 2016 kwalificatie   | 4          | 0                                          | 0           |
| 14 november 2014  | Loulé, Portugal        | Portugal – Armenië              | 1 – 0   | EK 2016 kwalificatie   | 7          | 0                                          | 0           |
| 28 maart 2015     | Astana, Kazachstan     | Kazachstan – IJsland            | 0 – 3   | EK 2016 kwalificatie   | 3          | 0                                          | 0           |
| 8 september 2015  | Maribor, Slovenië      | Slovenië – Estland              | 1 – 0   | EK 2016 kwalificatie   | 3          | 0                                          | 0           |
| 13 oktober 2015   | Brussel, België        | België – Israël                 | 3 – 1   | EK 2016 kwalificatie   | 3          | 0                                          | 0           |
| 4 september 2016  | Praag, Tsjechië        | Tsjechië – Noord-Ierland        | 0 – 0   | WK 2018 kwalificatie   | 3          | 0                                          | 0           |
| 11 november 2016  | Trnava, Slowakije      | Slowakije – Litouwen            | 4 – 0   | WK 2018 kwalificatie   | 1          | 0                                          | 0           |
| 3 september 2017  | Amsterdam, Nederland   | Nederland – Bulgarije           | 3 – 1   | WK 2018 kwalificatie   | 6          | 0                                          | 0           |
| 11 november 2017  | Málaga, Spanje         | Spanje – Costa Rica             | 5 – 0   | Vriendschappelijk      | 2          | 0                                          | 0           |
| 6 juni 2018       | Brussel, België        | België – Egypte                 | 3 – 0   | Vriendschappelijk      | 3          | 0                                          | 0           |
| 9 september 2018  | Lviv, Oekraïne         | Oekraïne – Slowakije            | 1 – 0   | Nations League 2018/19 | 4          | 0                                          | 0           |
| 18 november 2018  | Londen, Engeland       | Engeland – Kroatië              | 2 – 1   | Nations League 2018/19 | 4          | 0                                          | 0           |
| 21 maart 2019     | Wenen, Oostenrijk      | Oostenrijk – Polen              | 0 – 1   | EK 2020 kwalificatie   | 2          | 0                                          | 0           |
| 6 september 2019  | Glasgow, Schotland     | Schotland – Rusland             | 1 – 2   | EK 2020 kwalificatie   | 5          | 0                                          | 0           |
| 13 oktober 2019   | Minsk, Wit-Rusland     | Wit-Rusland – Nederland         | 1 – 2   | EK 2020 kwalificatie   | 5          | 0                                          | 0           |
| 4 september 2020  | Florence, Italië       | Italië – Bosnië en Herzegovina  | 1 – 1   | Nations League 2020/21 | 5          | 0                                          | 0           |
| 11 oktober 2020   | Dublin, Ierland        | Ierland – Wales                 | 0 – 0   | Nations League 2020/21 | 4          | 1                                          | 0           |
| 24 maart 2021     | Helsinki, Finland      | Finland – Bosnië en Herzegovina | 2 – 2   | WK 2022 kwalificatie   | 3          | 0                                          | 0           |
| 2 juni 2021       | Ploiești, Roemenië     | Roemenië – Georgië              | 1 – 2   | Vriendschappelijk      | 1          | 1                                          | 1           |
| 8 juni 2021       | Saint-Denis, Frankrijk | Frankrijk – Bulgarije           | 3 – 0   | Vriendschappelijk      | 1          | 0                                          | 0           |
| 8 oktober 2021    | Ta' Qali, Malta        | Malta – Slovenië                | 0 – 4   | WK 2022 kwalificatie   | 2          | 0                                          | 0           |
| 24 maart 2022     | Chisinau, Moldavië     | Moldavië – Kazachstan           | 1 – 2   | Nations League 2020/21 | 3          | 0                                          | 0           |
| 10 juni 2022      | Wenen, Oostenrijk      | Oostenrijk – Frankrijk          | 1 – 1   | Nations League 2022/23 | 3          | 0                                          | 0           |
| 27 september 2022 | Krakau, Polen          | Oekraïne – Schotland            | 0 – 0   | Nations League 2022/23 | 5          | 0                                          | 0           |
| 24 maart 2023     | Praag, Tsjechië        | Tsjechië – Polen                | 3 – 1   | EK 2024 kwalificatie   | 2          | 0                                          | 0           |
| 12 juni 2023      | Bremen, Duitsland      | Duitsland – Oekraïne            | 3 – 3   | Vriendschappelijk      | 1          | 0                                          | 0           |
| 13 oktober 2023   | Porto, Portugal        | Portugal – Slowakije            | 3 – 2   | EK 2024 kwalificatie   | 5          | 0                                          | 0           |
| 8 september 2024  | Plovdiv, Bulgarije     | Bulgarije – Noord-Ierland       | 1 – 0   | Nations League 2024/25 | 7          | 0                                          | 0           |
| 14 november 2024  | Jerevan, Armenië       | Armenië – Faeröer               | 0 – 1   | Nations League 2024/25 | 6          | 0                                          | 0           |
| 21 maart 2025     | Warschau, Polen        | Polen – Litouwen                | 1 – 0   | WK 2026 kwalificatie   | 2          | 0                                          | 0           |

Laatst bijgewerkt op 27 maart 2025.